# Matamá (Vigo)
San Pedro de Matamá es una parroquia del municipio de Vigo, en la comunidad autónoma de Galicia, España, que se extiende a lo largo de 4,67 kilómetros cuadrados en suave pendiente hasta la orilla del Río Lagares. Limita con las parroquias o barrios urbanos de Beade, Castrelos, Coya, Comesaña y Valladares y pertenece al arciprestado de Vigo-Santo André. Tiene 42 entidades de población.
Cuenta con un importante patrimonio arqueológico que muestra la existencia de asentamientos en la zona ya en la Edad del Bronce.

## Historia
Tiene una rica historia que se remonta a la Edad de Bronce, como lo demuestran las estaciones de arte rupestre y los castros encontrados en la zona.

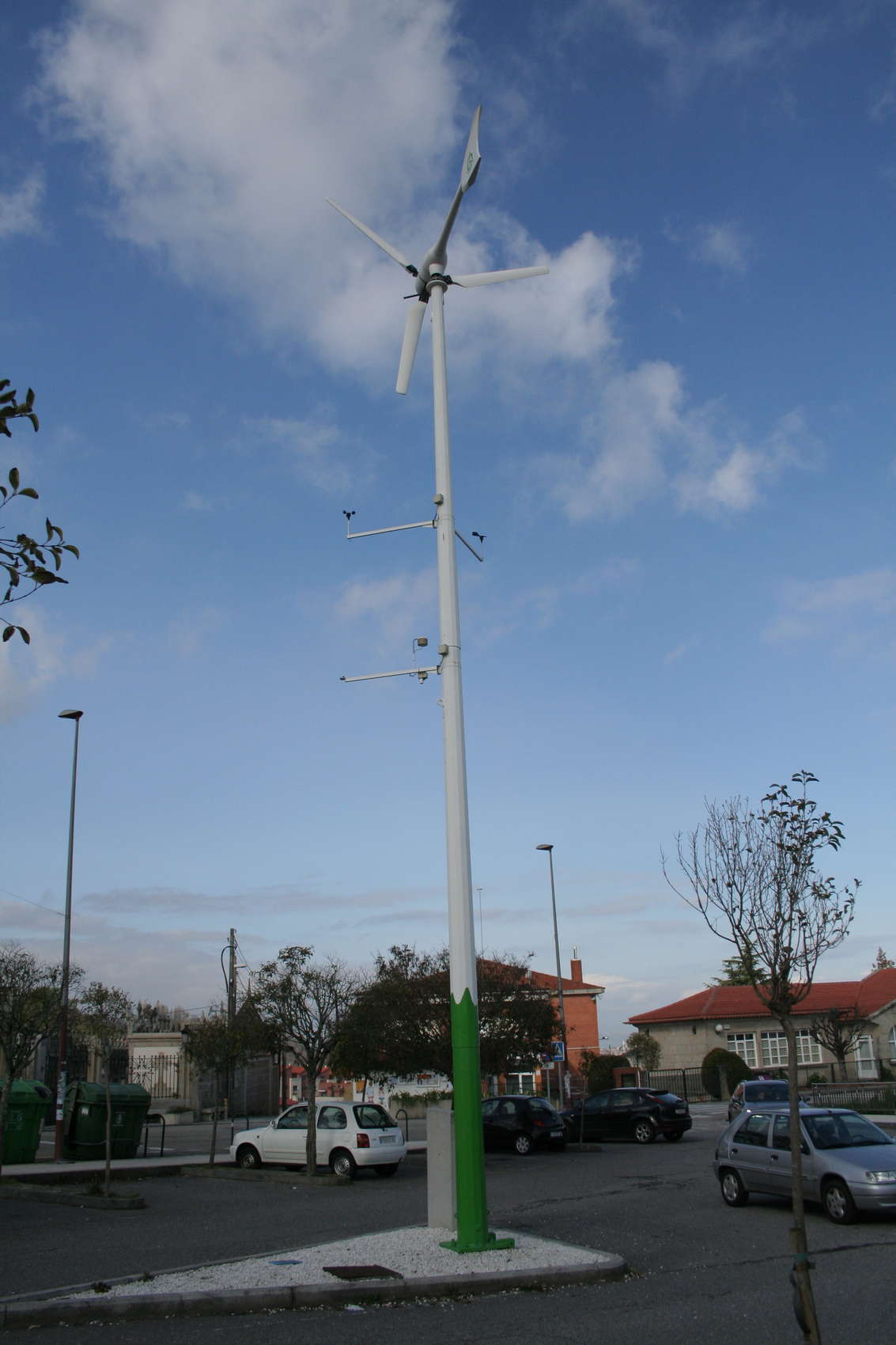
Aerogenerador eólico urbano en la calle de Manuel Cominges.

La parroquia como entidad se estableció en el siglo XIV, aunque los primeros libros parroquiales conservados datan de 1632. La iglesia de San Pedro, de estilo neoclásico, fue construida a finales del siglo XVIII y es un elemento central en la parroquia.
A pesar de su ubicación en el Camino Real que conducía a Tuy, Matamá se mantuvo como un territorio relativamente aislado durante siglos. La precariedad de sus caminos y comunicaciones queda evidenciada en diversos documentos que reflejan las quejas de sus habitantes. La vida en Matamá transcurrió con pocos cambios significativos entre los siglos XVI y XIX, hasta que la extracción de piedra y el auge de la cantería transformaron la región. Este cambio, impulsado por la demanda de granito para la construcción de edificaciones en el Ensanche de Vigo, marcó una nueva etapa para la parroquia, cuyos vecinos encontraron en la cantería una nueva forma de vida.
Su historia está marcada por su relación con Vigo y otros municipios. En 1904, Matamá se integró a Vigo, separándose de Bouzas. Previamente, había formado parte del término municipal del Valle del Fragoso. Otro hecho significativo en su historia fue el intento fallido de convertirse en ayuntamiento independiente en 1835.
El desarrollo demográfico de la parroquia es inseparable del crecimiento económico de la década de los años 60 del siglo XX, en especial, a partir de la instalación de Citroën Hispania (en la actualidad Stellantis Vigo) en la zona norte de la parroquia.
Además de su patrimonio histórico y cultural, en el pasado fue un importante centro de producción agrícola, lo que la convierte en una de las zonas más atractivas para vivir en los alrededores de Vigo.

## Toponimia
El topónimo Matamá es un fitónimo derivado de MATTA (de origen prerromano) MALA (de origen latino), referido a un terreno de poca calidad o difícil de trabajar.

## Gentilicio
Su gentilicio es matamanejo.

## Patrimonio

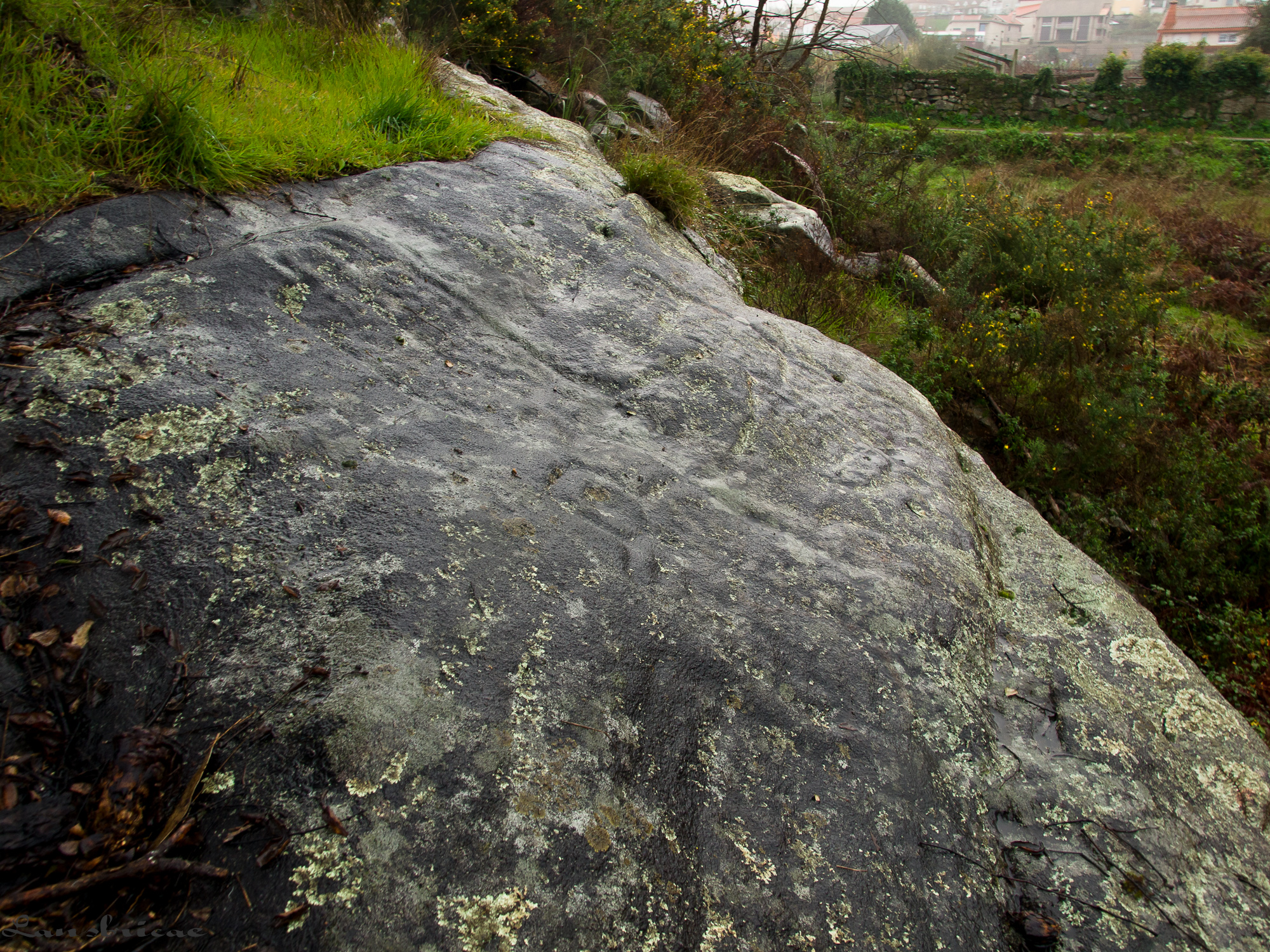
Petroglifos de Redondelos.

Se conservan diversas muestras de arte rupestre en el Monte Fabal, situado en el barrio de Mó, en Gáspara, en las Tomadas y en los Sobreiros. Además, posee dos de los veinticuatro poblados castreños localizados en Vigo.
La iglesia parroquial de San Pedro es de estilo neoclásico, construida a finales del siglo XVIII y dispone de un retablo que anteriormente había pertenecido a la Colegiata de Santa María.
Por otro lado, son numerosas las fuentes y lavaderos catalogados en la zona, aparte de los molinos de agua existentes en los barrios de Balsa y de As Carneiras. El cementerio alberga el único crucero de Matamá, construido en 1691.

## Ocio y cultura
Matamá también es conocido por sus romerías o fiestas populares, como la de San Mauro en enero, la de Nuestra Señora de las Nieves en agosto, y la Fiesta del Socio organizada por la Sociedad Cultural y Deportiva Atlántida de Matamá, también en agosto. Estas celebraciones reflejan la rica tradición cultural de la parroquia.
Las actividades socioculturales se organizan en torno a la asociación de vecinos La Unión y la Sociedad Cultural y Deportiva Atlántida de Matamá. 
También se debe destacar su banda de música, referente en el panorama musical provincial y autonómico gallego.

## Transporte público

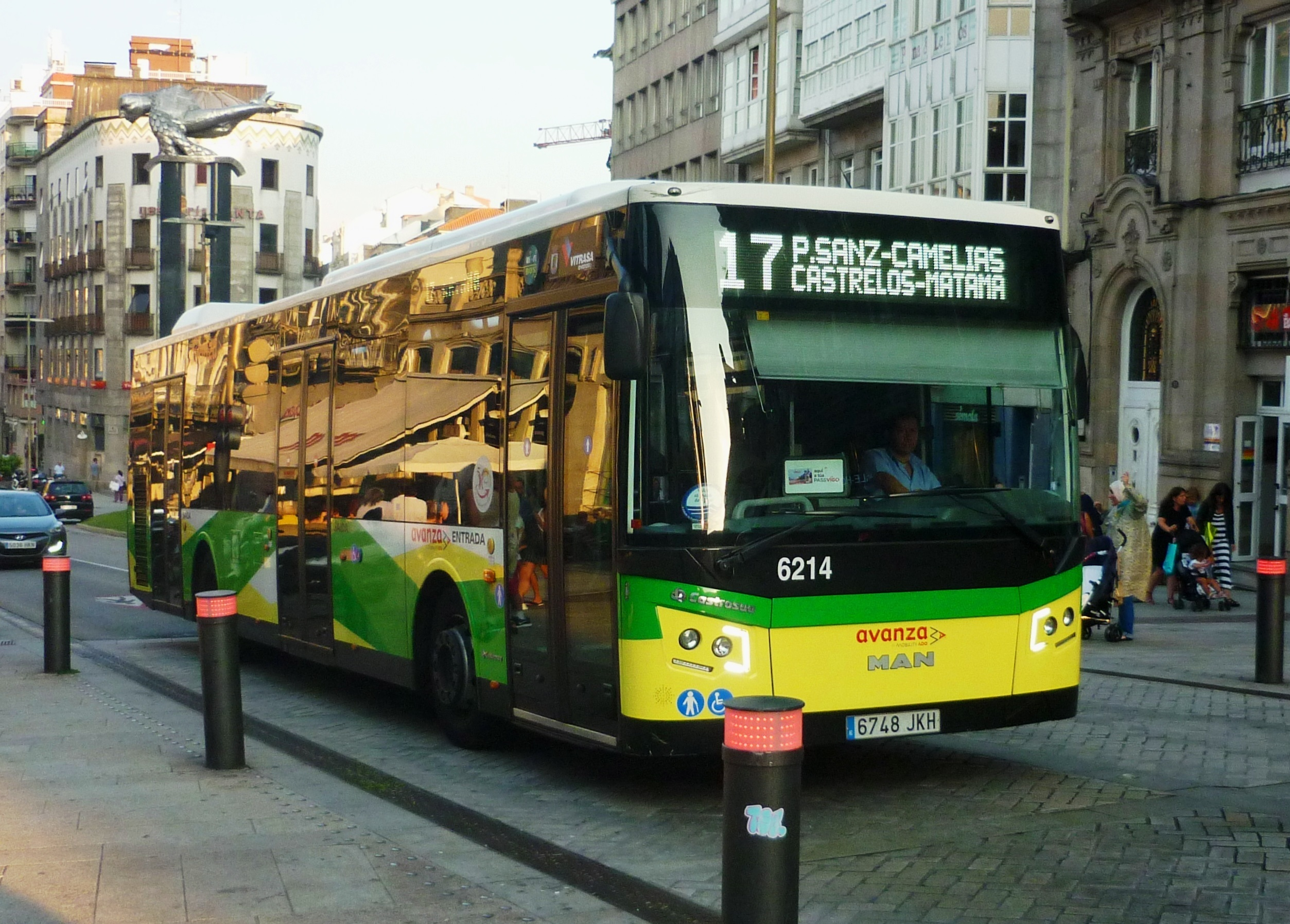
Línea 17 de Vitrasa en la Puerta del Sol de Vigo antes de su peatonalización.

Matamá dispone de dos líneas del autobús urbano de Vigo conocido como Vitrasa, estas son la línea 17 (Teis-Freixo) y la línea 12 (A Balsa-Meixoeiro).

## Lugares
- Balsa
- Balvís
- A Barxa
- Beirán
- Budiño
- Campos
- A Carapucha
- Carballo
- As Carneiras
- A Carpinteira
- O Castro
- O Cocho de San Pedro
- Coto do Mouro
- A Devesa
- O Fabal
- Fontela
- A Igrexa
- A Lagarella
- A Lameira
- Loureiro
- Maruxento
- Mina das Carneiras
- A Mó
- O Outeiro
- Parada
- O Pazo
- Pereiró
- Raxó
- A Revolta
- Ribás
- Ribelas
- O Roupeiro
- Sabarís
- Salgueiral
- San Amaro
- Souteliño
- Suolvido
- As Veigas
- A Veiguiña
- Vilar
- A Xesteira
- Xuncal